# ЄвроАтлантика
«ЄвроАтлантика» — найперший[джерело?] національний недержавний ілюстрований часопис міжнародного життя Інституту євро-атлантичного співробітництва: видання висвітлює зовнішньополітичні питання та найрізноманітніші аспекти геополітичної місії України в Центральній Європі й у світі.
Головний редактор часопису — Віталій Довгич.

## Громадська рада журналу

### Голова громадської ради
- Борис Тарасюк, український політик і дипломат, співпрезидент Парламентської асамблеї ЄвроНЕст, голова Комітету Верховної Ради України з питань європейської інтеграції, директор Інституту євро-атлантичного співробітництва.

### Члени громадської ради
- Збігнєв Бжезинський, американський політолог, соціолог і державний діяч, колишній Радник з національної безпеки Президента Джиммі Картера, радник Центру стратегічних і міжнародних студій (†).
- Олег Гаряга, заступник голови громадської ради ЄА, голова Шевченківської райдержадміністрації.
- Володимир Горбулін, директор Інституту стратегічних досліджень. Доктор технічних наук (1994), професор (1995), член Президії Національної академії наук України.
- Володимир Горбач, політичний аналітик Інституту євро-атлантичного співробітництва.
- Іван Дзюба, Герой України, літературознавець, критик, громадський діяч, дисидент радянських часів, другий Міністр культури України (1992—1994).
- Віталій Кличко, лідер партії УДАР, Київський міський голова.
- Ілько Кучерів, директор Фонду «Демократичні ініціативи» (до † 29 травня 2010).
- Костянтин Морозов, перший міністр оборони України в 1991—1993 рр.
- Януш Онишкевич, віце-президент Європарламенту.
- Олександр Сушко, науковий директор Інституту євро-атлантичного співробітництва.
- Геннадій Удовенко, член Ради президентів Генеральної асамблеї ООН (†).
- Самір Шихабі, президент Ради президентів Генеральної асамблеї ООН (†).